# Lumbricillus parabolus
Lumbricillus parabolus is een ringworm uit de familie van de Enchytraeidae. De wetenschappelijke naam van de soort is voor het eerst geldig gepubliceerd in 1978 door Shurova.